# Melanaspis bondari
Melanaspis bondari är en insektsart som beskrevs av Ernest Lepage och Giannotti 1943. Melanaspis bondari ingår i släktet Melanaspis och familjen pansarsköldlöss. Inga underarter finns listade i Catalogue of Life.